# Gorro de cuartel

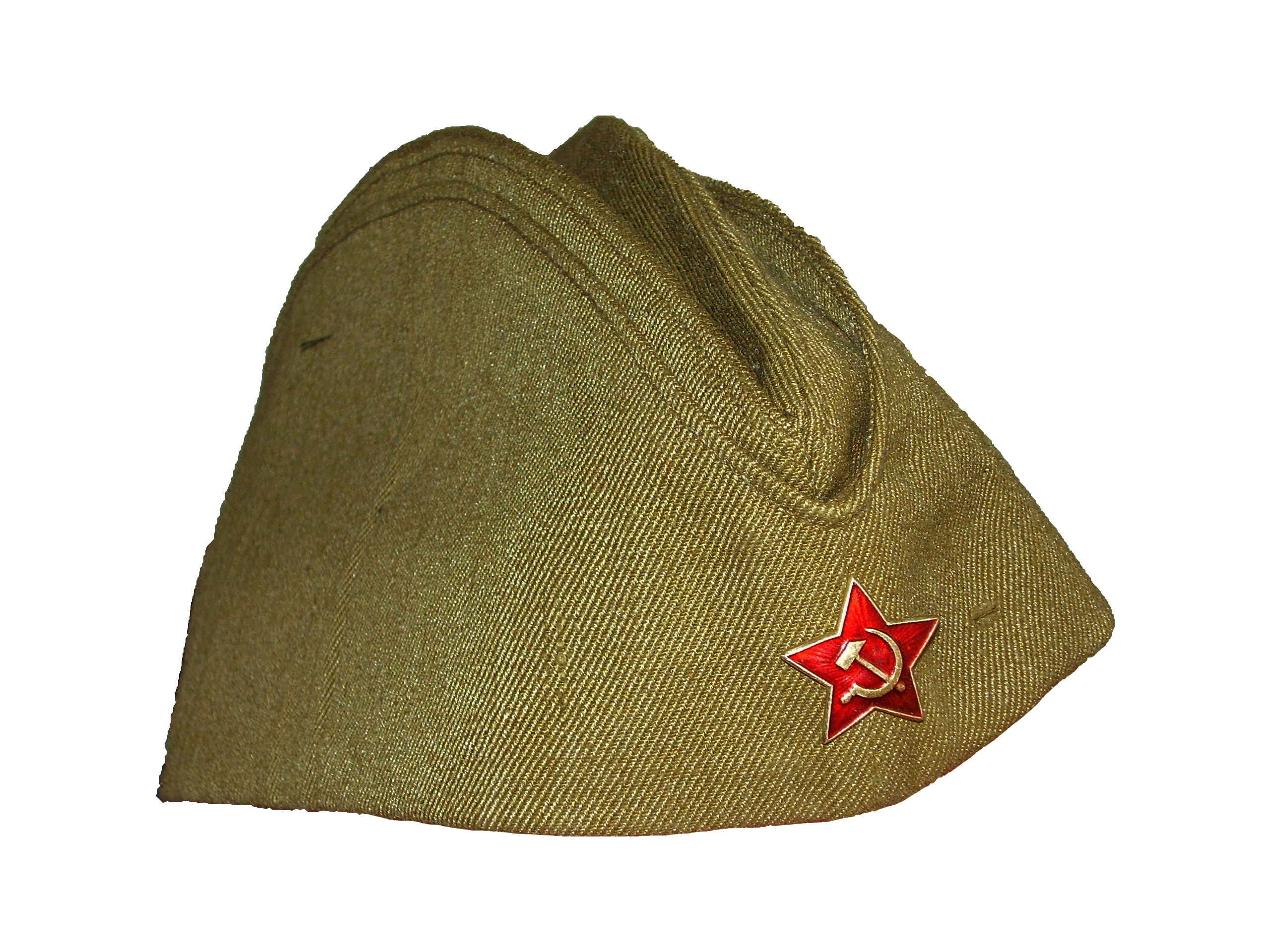
Pilotka del Ejército Rojo.

Un gorro de cuartel o chapiri  es una gorra militar que se puede plegar cuando no se usa. También se conoce como gorra de cuña en Canadá o casquet de caserna en Cataluña. En forma, la tapa lateral es comparable a la cantería, una versión plegable del capó militar escocés. Se ha asociado con varias fuerzas militares desde mediados del siglo XIX, así como con varias organizaciones civiles.

## España
El Chapiri se inspiró en las versiones posteriores del capó de policía francés y tiene la misma borla vestigial que cuelga del frente de la gorra. El gorro de cuartel se conocía originalmente como la Isabelina; usado por los partidarios de la Reina Isabel II durante las guerras carlistas de mediados del siglo XIX.[cita requerida]
Fue de uso común por ambos lados durante la guerra civil española y continuó siendo utilizado por las fuerzas franquistas después de que terminó la guerra. Ahora es el distintivo tocado de la Legión española , que lo usa en el cuartel y en el desfile.
En 2024, el gorro se utilizaría para el Cuerpo Nacional de Policía (Policía Nacional) en su unidad de la Caballería para sustituir la Gorra de béisbol y que lo usa solo en el uniforme de servicio de esta unidad.

## Francia
El capó de policía francés (o "calot") se había originado como un tocado largo y puntiagudo, con una borla al final de la gorra. Gradualmente, la flama se acortó hasta que a mediados del siglo XIX el capó de policía se había convertido en una verdadera gorra plegable sin corona posterior. En cambio, la borla colgaba de un cordón corto cosido en el punto frontal de la corona, colgando sobre el ojo derecho del soldado. Este estilo de tocado con una borla colgante fue muy usado tanto por el ejército belga como por el ejército español durante la primera mitad del siglo XX.
Cuando se reintrodujo en 1891, el gorro de policía del ejército francés se había convertido en una prenda de vestir sencilla sin decoración. El color de esta gorra de trabajo coincidía con el de la túnica con la que se usaba (azul oscuro, azul claro o negro antes de la Primera Guerra Mundial; horizonte azul de 1915 a 1930; y después de color caqui). En 1915, el "capó de policía" generalmente reemplazó al kepi para otros rangos durante el resto de la Primera Guerra Mundial, debido a su mayor conveniencia cuando se emitió el casco de acero "Adrian".
Sin embargo, entre 1944 y 1962, este tocado fue usado por la mayoría de las ramas del ejército francés en una amplia variedad de colores, que normalmente coincidían con los de los kepis históricamente usados por la rama o regimiento particular. Las gorras de infantería de línea, por ejemplo, tenían una base azul oscuro con una parte superior roja. En 1959, el capó de policía fue reemplazado por la boina para la mayoría de las unidades.
En el ejército francés moderno, el 1.er Regimiento de Spahis usa el gorro de policía en el rojo brillante histórico de esta rama y, desde 2017, el 1.er Tirailleurs en azul claro. El capó de la policía también es usado por las unidades policiales antidisturbios, como la Gendarmería Móvil de la Gendarmería Francesa (al menos cuando está en equipo de control de disturbios) y el CRS de la Policía Nacional Francesa. Los miembros de estas unidades pueden tener que cambiar rápidamente de un tocado ordinario a un casco y, por lo tanto, una gorra fácilmente plegable es práctica.

## Rusia/Unión Soviética
En la Unión Soviética, el gorro de la guarnición se conocía como pilotka (пилотка, del "piloto" - el gorro original era parte del uniforme de los pilotos de la fuerza aérea en la Primera Guerra Mundial). Fue el tipo de gorra más común utilizado por el Ejército Rojo durante la Segunda Guerra Mundial y después hasta la década de 1980. La pilotka se usó durante la temporada de verano en lugar del invierno ushanka. Sigue usándose en la Rusia moderna, aunque más en la Fuerza Aérea y la Marina, especialmente entre el personal de submarinos, donde su tamaño compacto es inherentemente práctico. En las Fuerzas Terrestres, el pilotka ha sido más o menos desplazado por el gorro de patrulla y la boina como un accesorio para la cabeza, aunque permanece en las regulaciones. El uniforme tropical azul marino también presenta la peculiar pilotka vizored, para proteger a sus usuarios del sol. La gorra de guarnición también era el sombrero de vestir estándar para las mujeres en todos los servicios armados rusos (a excepción de aquellas unidades autorizadas a usar boinas, como tropas aerotransportadas y marines).
Las azafatas de Aeroflot llevan una gorra de este tipo de color escarlata con una hoz y un martillo alado de oro Aeroflot cosido en el centro.

## Serbia/Yugoslavia
En Serbia, la gorra lateral se conoce como "Šajkača" y fue presentada a los soldados serbios en 1870. Era una parte integral del uniforme de los soldados serbios en la Guerra Serbo-Turca (1876-78), la Guerra Serbo-Búlgara (1885), las Guerras de los Balcanes y la Primera Guerra Mundial. Fue utilizado como el gorro oficial de soldados en el ejército y la gendarmería yugoslava en el Reino de Yugoslavia. Durante la ocupación germano-italiana de Yugoslavia en la Segunda Guerra Mundial fue usada por numerosas formaciones armadas. Después de la guerra en la nueva Yugoslavia, la gorra oficial fue reemplazada por una "Titovka", del mismo estilo. La "Titovka" fue utilizado por primera vez por los partisanos yugoslavos durante la Segunda Guerra Mundial y más tarde por el Ejército Popular Yugoslavo. El Titovka lleva el nombre de Josip Broz Tito, líder de los partisanos, que popularizó su uso durante la guerra.